# Tricula hortensis
Tricula hortensis là một loài ốc nước ngọt, động vật chân bụng in the Pomatiopsidae.

## Phân bố
This loài ốc nước ngọt occurs in Trung Quốc.

## Genetics
The complete mitochondrial genome của Tricula hortensis was published năm 2010. Its length is 15,179 nucleotides và it contains 13 genes.

## Parasites
Tricula hortensis là một intermediate host for Schistosoma sinensium.